# Gerd Aretz
 (juillet 2025).
Gerd Aretz (né le 18 février 1930 à Wuppertal et mort vers le 5 juillet 2009) est un artiste allemand connu pour avoir dessiné des timbres-poste, dont les portraits de la série d'usage courant « Femmes de l'histoire allemande ».
Né à Wuppertal, en Rhénanie-du-Nord-Westphalie, il y est professeur à l'Université bergeoise de Wuppertal (de). Il dessine des timbres pour la Deutsche Bundespost depuis 1960. Trois jours avant sa mort, est émis, début juillet 2009, son timbre au portrait de Martin Luther.
Son fils, Oliver Aretz, est designer à Berlin et a participé à l'élaboration de quelques-uns des timbres de son père.